# Oscinella trigonella
Oscinella trigonella är en tvåvingeart som beskrevs av Oswald Duda 1933. Oscinella trigonella ingår i släktet Oscinella och familjen fritflugor. Inga underarter finns listade i Catalogue of Life.